# Un peu plus à l'Ouest
 (novembre 2023).
Si vous disposez d'ouvrages ou d'articles de référence ou si vous connaissez des sites web de qualité traitant du thème abordé ici, merci de compléter l'article en donnant les références utiles à sa vérifiabilité et en les liant à la section « Notes et références ».
Albums de Rachel des Bois
Tidam
(1997)
Un peu plus à l'Ouest est le troisième album de Rachel des Bois, sorti en 2011.

## Liste des morceaux
| No  | Titre                    | Durée |
| --- | ------------------------ | ----- |
| 1.  | Sorry My Love            | 3:11  |
| 2.  | Mon amour, je rentre     | 3:31  |
| 3.  | Mona Lisa                | 2:51  |
| 4.  | Ne rien faire            | 2:59  |
| 5.  | Comment imaginer (Marie) | 2:49  |
| 6.  | L.O.V.E                  | 4:12  |
| 7.  | Un peu plus à l'Ouest    | 4:55  |
| 8.  | Douceur de l'amour       | 3:22  |
| 9.  | Félin                    | 3:33  |
| 10. | Bon d... bon diable      | 4:15  |

## Musiciens
- Rachel des Bois : chant
- Kris Sanchez : guitare, basse, piano
- Fred Perrot : batterie (excepté sur Ne rien faire, Bon d... bon diable et Comment imaginer (Marie))
- André Margail : guitare sur Mon amour, je rentre et guitare psychée sur Douceur de l'amour
- Jancri Mahé : basse sur Mona Lisa
- Gilles Martin : zincophone sur Mona Lisa, vibra et cloches sur Félin et pizz sur Sorry My Love